# 大麯酒
大麴酒，也作大麯酒，是中國燒酒的一種，這種分類主要是因為使用麴的不同。以大麴進行固態釀造，之後製成的蒸餾酒，就稱為大麴酒。著名的大麯酒品牌有：汾酒、五糧液、茅台酒等，此外，還有中華民國出產的金門大麴酒、馬祖大麴酒等。

## 概論
麴，又稱酒母，由小麥、大麥、豌豆等製成，用來培養發酵菌種之用。固態釀造的麴，分成大麴，小麴跟散麴三種，其中以大麴來釀造的酒，稱為大麴酒。先將小麥等原料壓成磚塊狀的粗胚，將粗肧放到大麯發酵房發酵。經過二到三個月的發酵，再經三個月的堆放，之後用來製酒，這種麴，稱大麴。大麴中含有曲霉菌和酵母。
在中國北方各省、四川省，以及台灣的金門、馬祖等地，因為氣候涼爽，適合製造大麯，都有大麯酒的生產。

## 目前製酒環境
由固態釀造製成的酒，比起液態釀造更花時間，因此，為了迎合快速生產的現代商業模式，很多酒廠已經放棄傳統的大麯製酒，以調和的方式繼續生產味道類似大麯的酒。